# Hawking – Die Suche nach dem Anfang der Zeit
Hawking – Die Suche nach dem Anfang der Zeit (Originaltitel: Hawking) ist eine vom BBC produzierte Filmbiografie über den britischen Physiker Stephen Hawking aus dem Jahr 2004.

## Handlung
Bei dem jungen und hochbegabten Physikstudenten Stephen Hawking wird die verheerende Nervenkrankheit ALS diagnostiziert. Die Ärzte befürchten, dass ihm nur wenige Jahre bleiben, bevor er seinen Körper nicht mehr kontrollieren kann und langsam sterben wird. Mit Unterstützung seiner Eltern, seiner Freunde und seiner Freundin Jane Wild versucht er, seinen Lebenstraum zu verwirklichen und ein bedeutendes astrophysikalisches Problem zu lösen. Gemeinsam mit Roger Penrose gelingt es ihm schließlich, einen allgemeinen Beweis der notwendigen Existenz von Singularitäten in der von Albert Einstein maßgeblich entwickelten allgemeinen Relativitätstheorie zu erbringen.

## Kritiken
„Der biografische (Fernseh-)Film versteht sich als Hommage an Hawkings wissenschaftliches Genie, aber auch an die Lebens- und Willenskraft, eine Vision trotz aller Hindernisse zu verfolgen.“